# Marco Valerio Messalla Corvino
Marco Valerio Messalla Corvino (latino: Marcus Valerius Messalla Corvinus; 64 a.C. – 8) è stato un militare e scrittore romano, patrono della letteratura e delle arti.

## Biografia
Membro dell'antica gens Valeria, di ideali repubblicani, nella battaglia di Filippi combatté al fianco di Bruto e Cassio. Passò poi dalla parte di Antonio ed infine entrò nelle file di Ottaviano.
Nel 35 a.C. si trovava nell'Illyricum a combattere gli Iapidi a fianco di Ottaviano probabilmente come tribunus militum. Fu consul suffectus nel 31 a.C. assieme ad Ottaviano, e prese parte alla Battaglia di Azio a fianco di quest'ultimo. In seguito ebbe il comando di una missione in Asia Minore. Nel 28-27 a.C. (e non nel 34 a.C. come vorrebbero alcuni storici moderni) combatté contro il popolo alpino dei Salassi, come proconsole della Gallia, dove soppresse anche una rivolta tra gli Aquitani. Per queste imprese celebrò un trionfo nel settembre del 27 a.C..
Cornelio Tacito riferisce che fu nominato praefectus urbi nel 26 a.C., ma Messalla rinunciò alla carica dopo pochi giorni adducendo motivazioni legate alla sua incapacità di esercitare l'incarico. Nel 2 a.C., in quanto princeps senatus, anziano e autorevole esponente dell'aristocrazia romana, avanzò la proposta dell'attribuzione a Ottaviano del titolo di pater patriae.

### Famiglia
Suoi omonimi furono il padre Marco Valerio Messalla Corvino, console nel 61 a.C., il figlio Valerio Messallino, e un discendente Marco Valerio Messalla Corvino console nel 58 come collega dell'imperatore Nerone. Una sua parente (forse una sorella) sarebbe la Valeria, sposa di Quinto Pedio, console nel 43 a.C., insieme ad Augusto, che aveva proposto la lex Pedia contro i Cesaricidi.

## Valerio Messalla, letterato

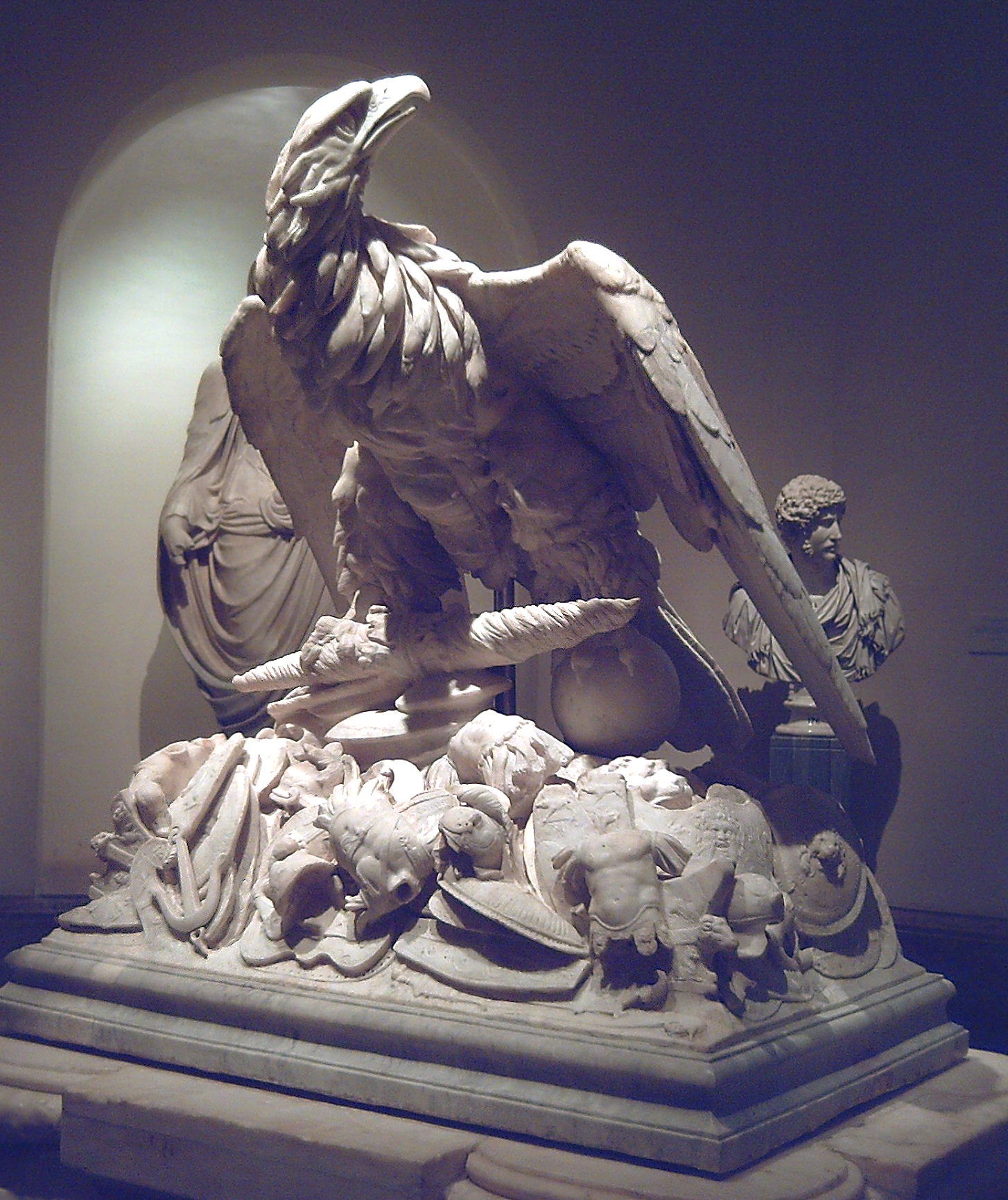
Scultura che probabilmente ornava la parte superiore del piedistallo marmoreo contenente l'urna cineraria di Messalla, rinvenuta nella villa di quest'ultimo ed ora conservata nel Museo del Prado, Madrid.

Alla partecipazione alla vita pubblica Messalla accompagnò l'interesse per le lettere e le arti. Influenzò considerabilmente la letteratura che incoraggiò sull'esempio di Mecenate. Il gruppo che lo circondava era noto come il "Circolo di Messalla". Tra gli altri comprendeva Tibullo, Ligdamo e la poetessa Sulpicia (probabilmente sua nipote, in quanto figlia della sorella Valeria). Fu amico di Orazio ed Ovidio. Fu elogiato da Tibullo per le sue vittorie in una elegia (Corpus Tibullianum, I, 7) e in un poemetto (III, 7, il Panegirico di Messalla).

## Leggenda

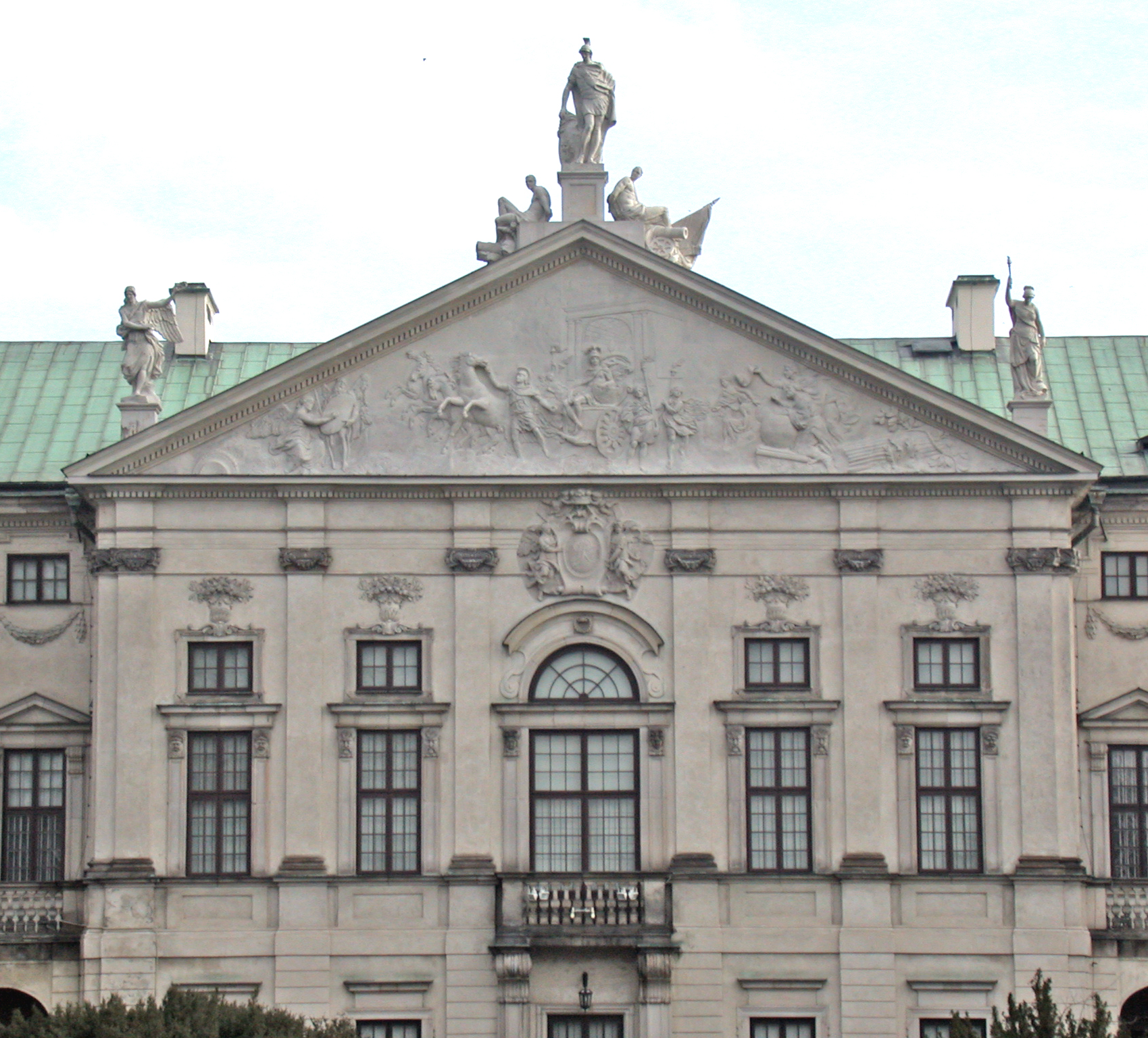
Trionfo di Messalla sul frontone del Palazzo Krasiński a Varsavia, Polonia.

Nel XV secolo, la famiglia ungherese-valacca degli Hunyadi menò vanto di discendere da Messalla Corvino: secondo questa versione, nell'antichità gli eredi di Messalla si sarebbero stabiliti lungo la frontiera daco-pannonica, e loro discendenti sarebbero stati Giovanni Hunyadi e suo figlio Mattia Corvino, re d'Ungheria.
Tale ricostruzione sembra doversi all'umanista italiano Antonio Bonfini, conoscitore di autori classici e storico alla corte di Mattia, oltre che ideatore del suo epiteto di Corvino. Il collegamento con Messalla fu suggerito a Bonfini probabilmente sulla base dello stemma concesso da Ladislao il Postumo a Giovanni Hunyadi, che rappresenta un corvo con un anello nel becco.
In seguito anche altre schiatte legate agli Hunyadi vantarono questo lignaggio, come ad esempio la famiglia polacca dei Krasiński. Un lascito è visibile sul frontone di Palazzo Krasiński a Varsavia, il cui fregio riporta scene del trionfo di Messalla opera dello scultore Andreas Schlüter.